# Comuna Poșaga, Alba
Poșaga (în maghiară Podsága) este o comună în județul Alba, Transilvania, România, formată din satele Corțești, Incești, Lunca, Orăști, Poșaga de Jos (reședința), Poșaga de Sus și Săgagea.

## Așezare
Comuna Poșaga este situată în Depresiunea Sălciua, pe pantele de nord ale Munților Trascău și cele de est ale Muntelui Mare, la confluența râului Poșaga cu Arieșul.

## Demografie
Componența etnică a comunei Poșaga
     Români (95,33%)
     Alte etnii (0%)
     Necunoscută (4,67%)
Componența confesională a comunei Poșaga
     Ortodocși (88,26%)
     Greco-catolici (5,75%)
     Alte religii (0,6%)
     Necunoscută (5,39%)
Conform recensământului efectuat în 2021, populația comunei Poșaga se ridică la 835 de locuitori, în scădere față de recensământul anterior din 2011, când fuseseră înregistrați 1.048 de locuitori. Majoritatea locuitorilor sunt români (95,33%), iar pentru 4,67% nu se cunoaște apartenența etnică. Din punct de vedere confesional, majoritatea locuitorilor sunt ortodocși (88,26%), cu o minoritate de greco-catolici (5,75%), iar pentru 5,39% nu se cunoaște apartenența confesională.

## Politică și administrație
Comuna Poșaga este administrată de un primar și un consiliu local compus din 9 consilieri. Primarul, Aurelia Popa[*], de la Partidul Social Democrat, este în funcție din 1 noiembrie 2024. Începând cu alegerile locale din 2024, consiliul local are următoarea componență pe partide politice:
|  | Partid                    | Consilieri | Componența Consiliului | Componența Consiliului | Componența Consiliului | Componența Consiliului |
|  | ------------------------- | ---------- | ---------------------- | ---------------------- | ---------------------- | ---------------------- |
|  | Partidul Social Democrat  | 4          |                        |                        |                        |                        |
|  | Partidul Național Liberal | 3          |                        |                        |                        |                        |
|  | Uniunea Salvați România   | 2          |                        |                        |                        |                        |

## Transporturi
Accesul rutier se face pe drumul național DN75, pe traseul Turda-Buru-Poșaga sau din Alba Iulia pe drumul național DN74 Alba Iulia-Abrud-Câmpeni-Baia de Arieș-Poșaga.

## Lăcașuri de cult
- Biserica de lemn din Poșaga de Sus (monument istoric).
- Schitul "Izvorul Poșaga" din Poșaga de Jos. Mănăstire de călugări, aflată pe Valea Poșăgii, mică bijuterie de arhitectură și de sculptură în lemn și piatră. În imediata apropiere se află izbucul mănăstirii.

## Obiective turistice
- Rezervația naturală Cheile Poșăgii
- Izbucul "Bujor" (unul din cele 8 izbucuri din Europa; monument al naturii din rezervația naturală Cheile Poșăgii)
- Rezervația naturală Scărița-Belioara cu „Șesul Craiului”
- Muntele Mare, Trascău (situri de importanță comunitară incluse în rețeaua ecologică europeană Natura 2000 în România) și Munții Trascăului (arie de protecție specială avifaunistică (sit SPA);
- "Piatra Cântătoare"
- "Pietrile Roșii"
- Peștera "Poarta Zmeilor"
- Peștera "Casele Zmeilor"
- Peștera "Coșu Boului"
- "Peștera Roșie"
- Monumentul Eroilor

## Imagini

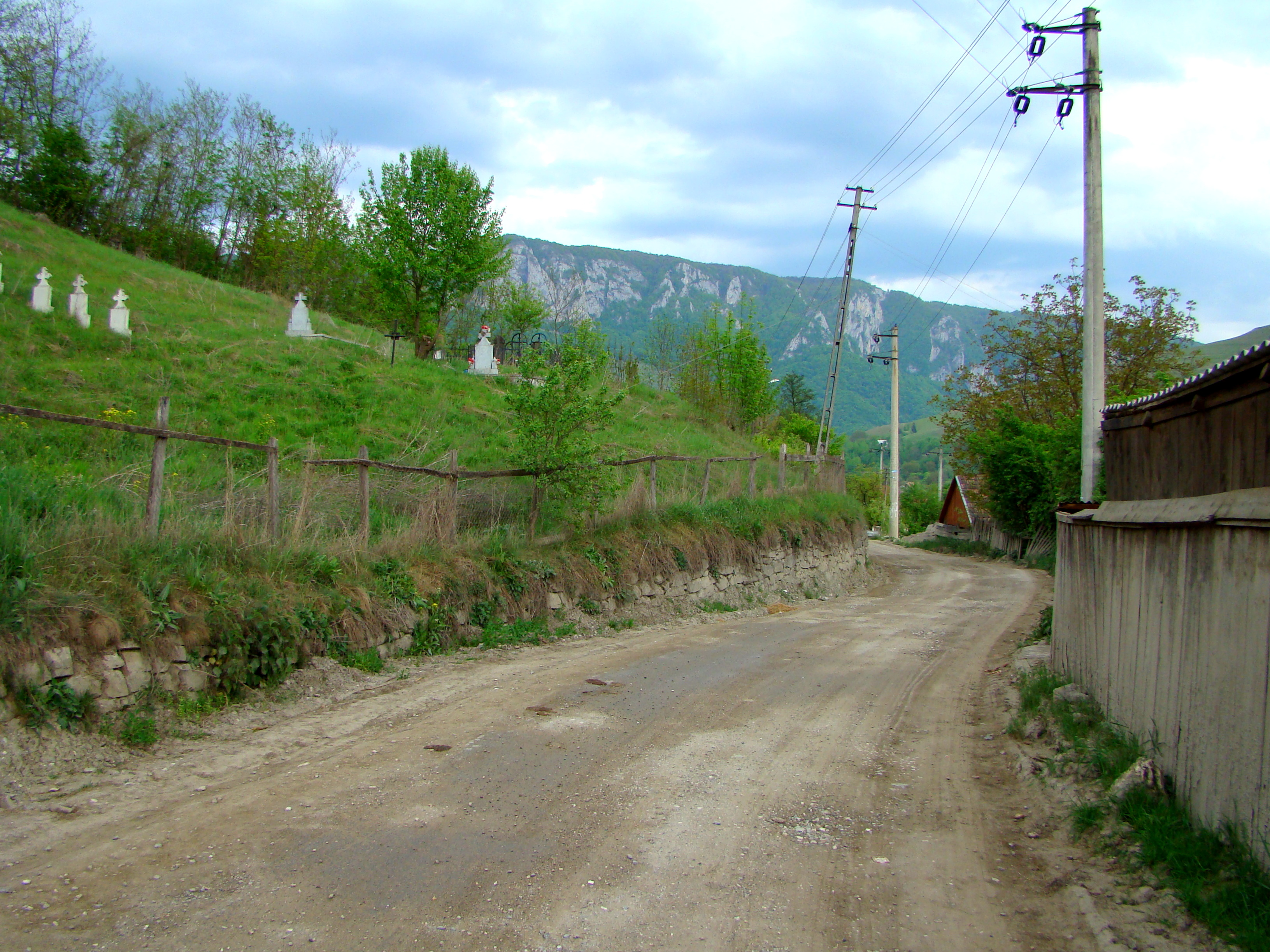
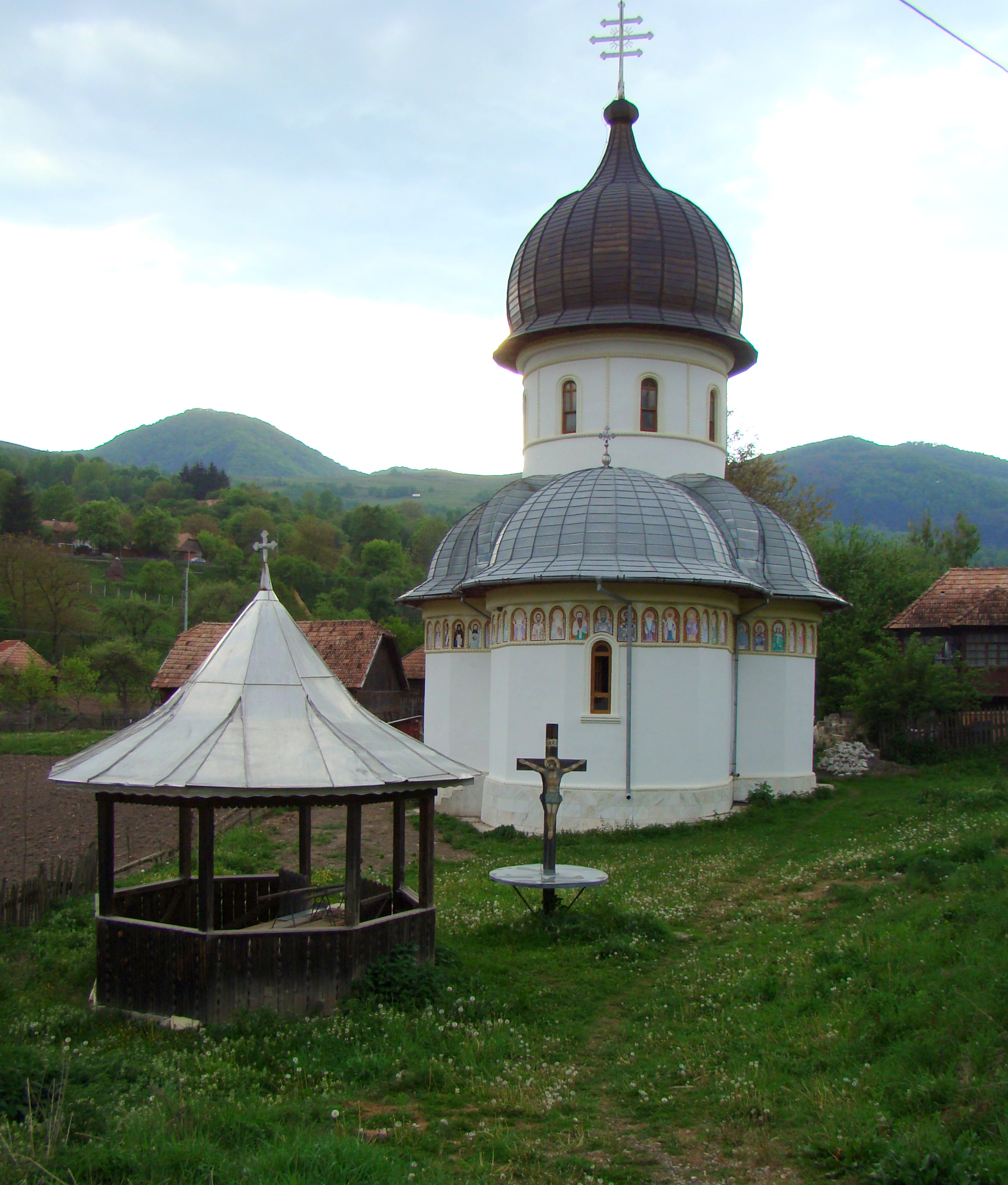
Biserica ortodoxă din Poșaga de Jos
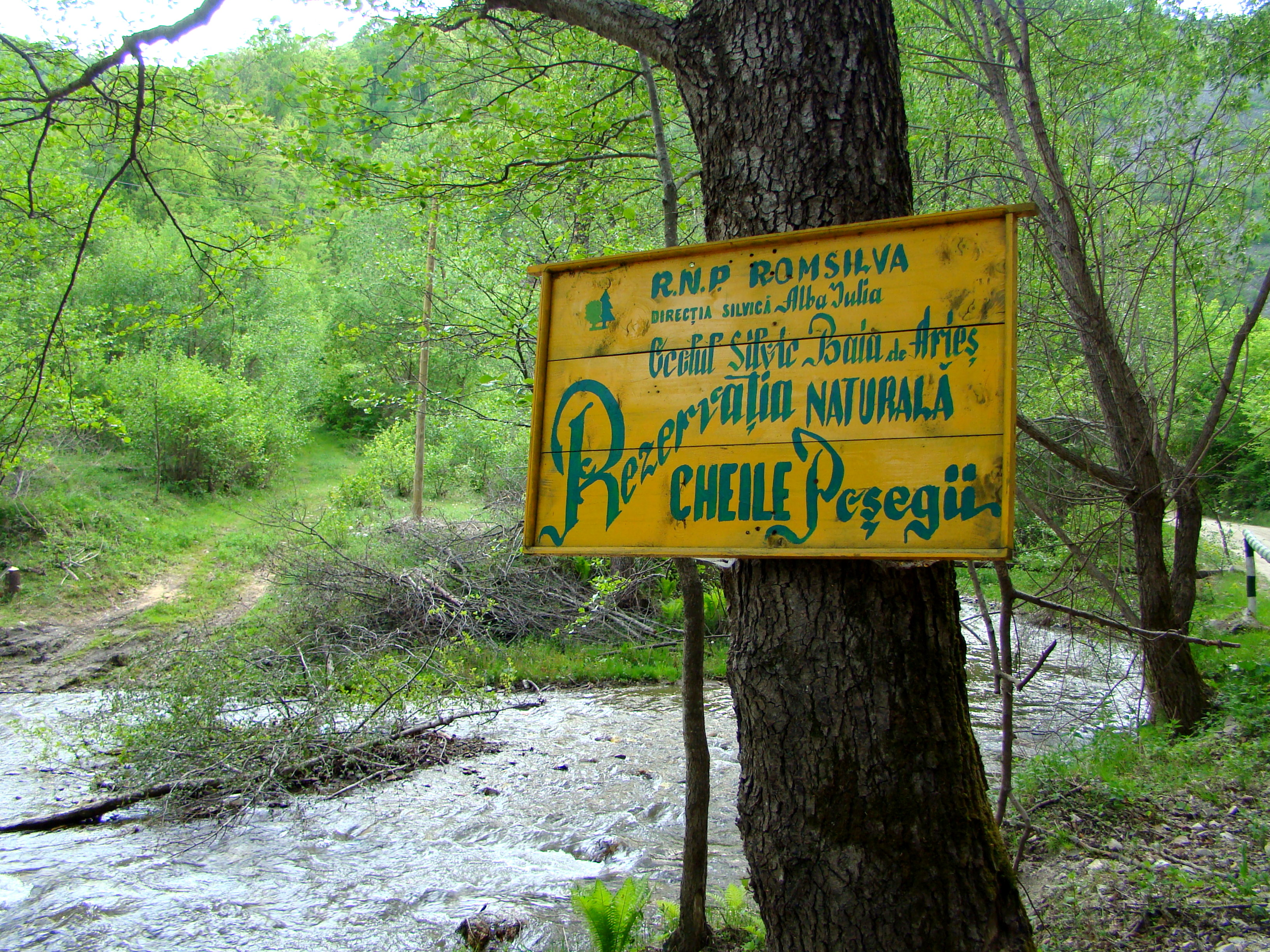
Cheile Poșăgii
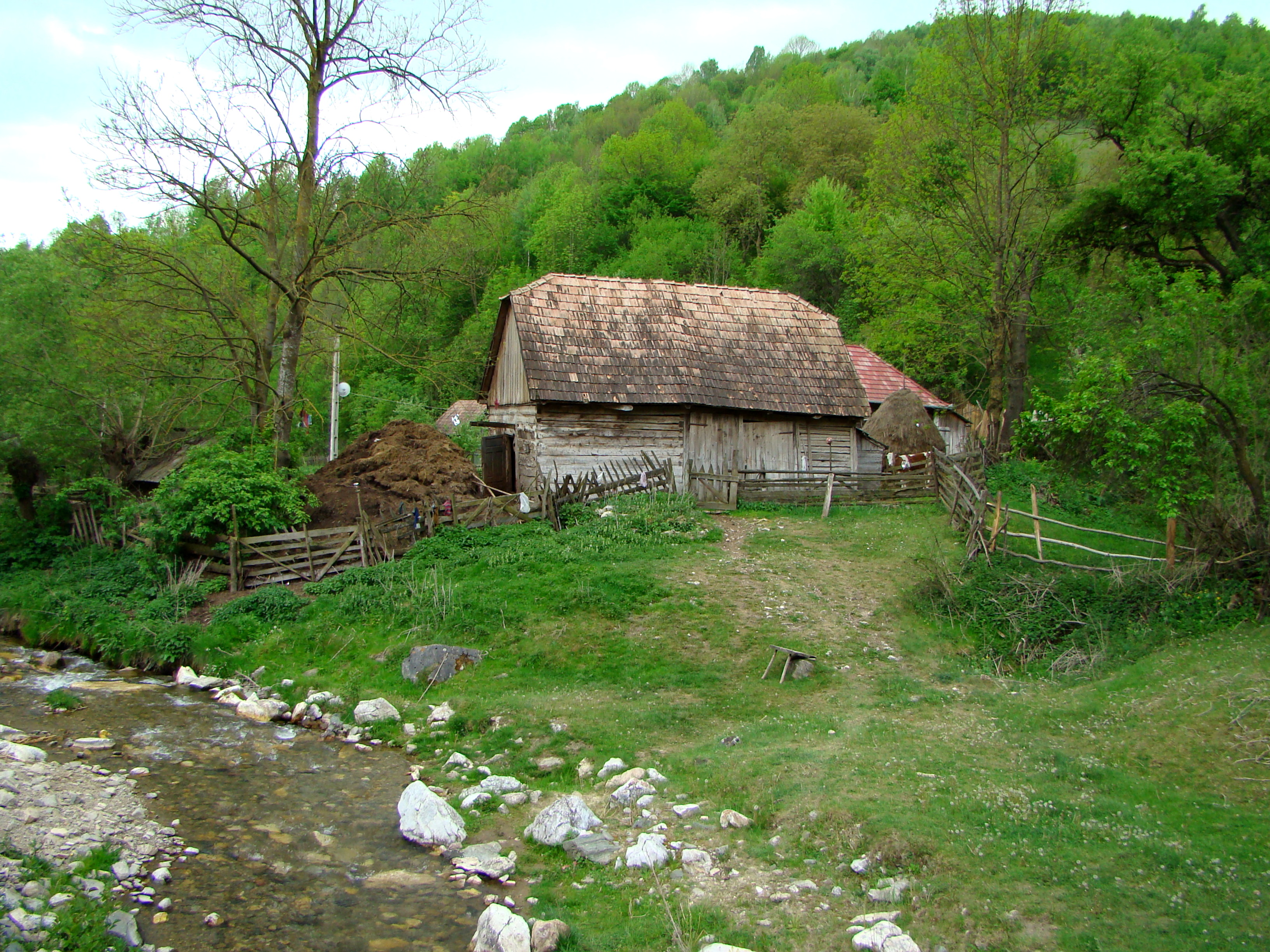
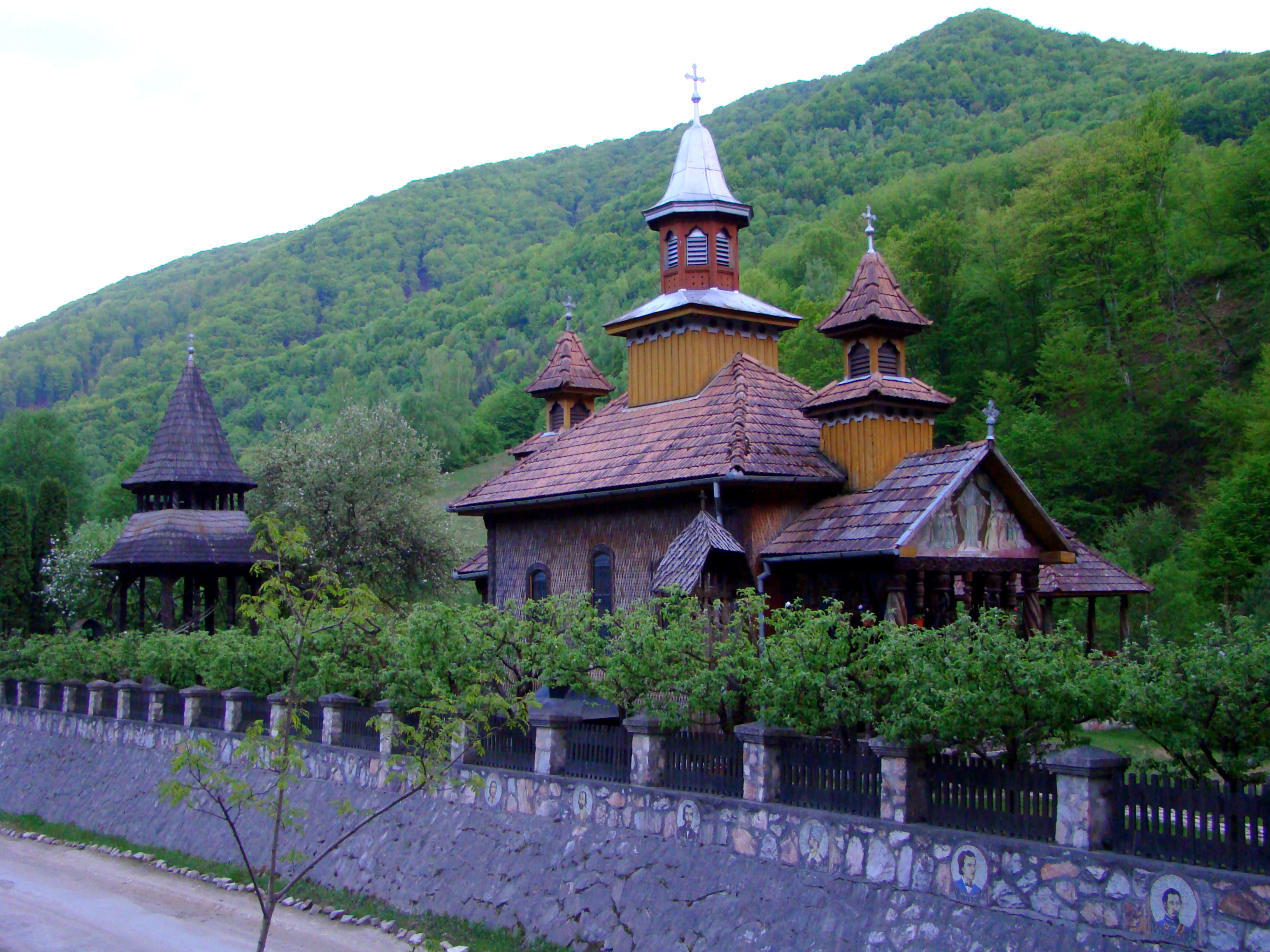
Schitul Poșaga
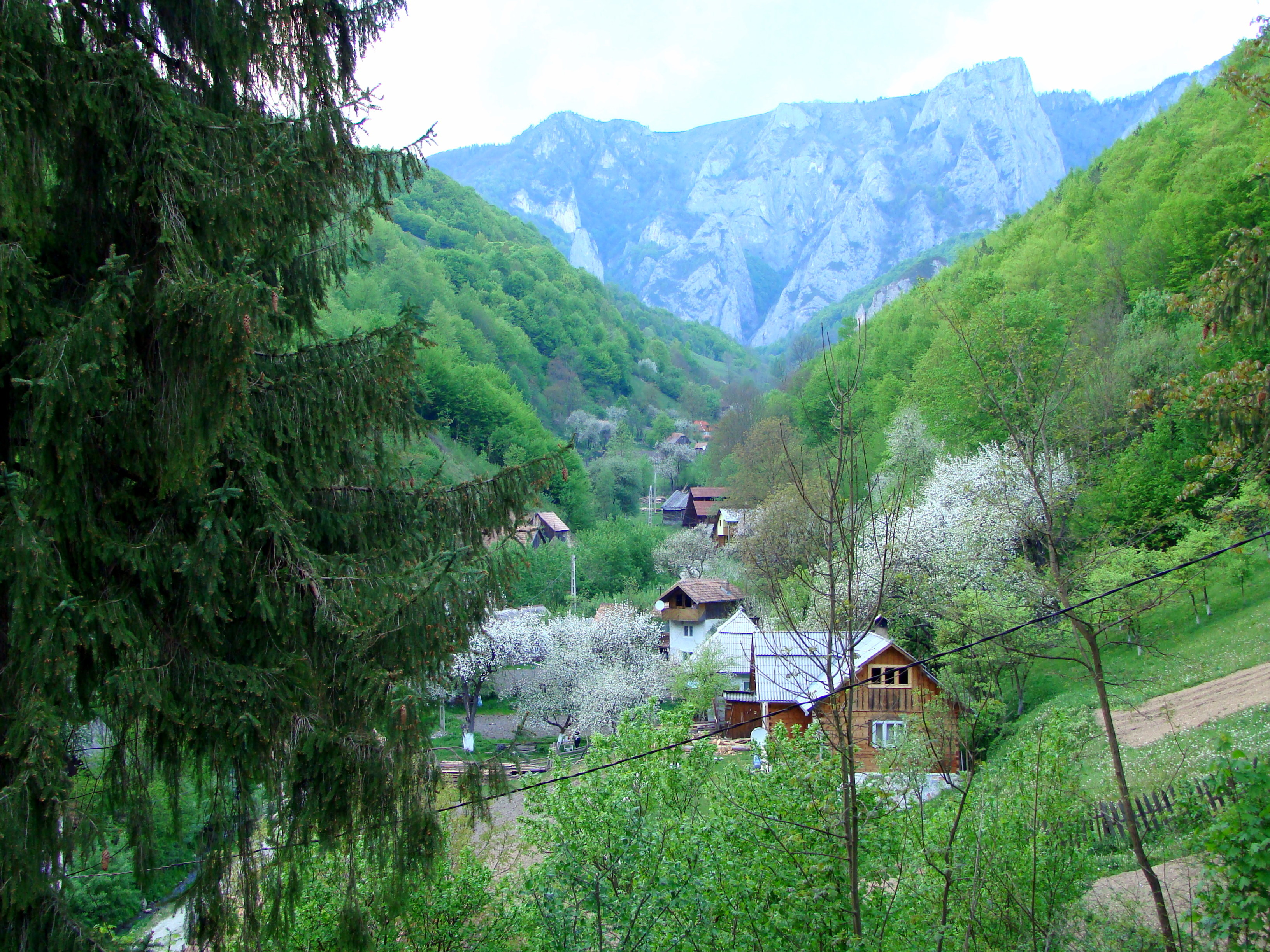
Poșaga de Sus
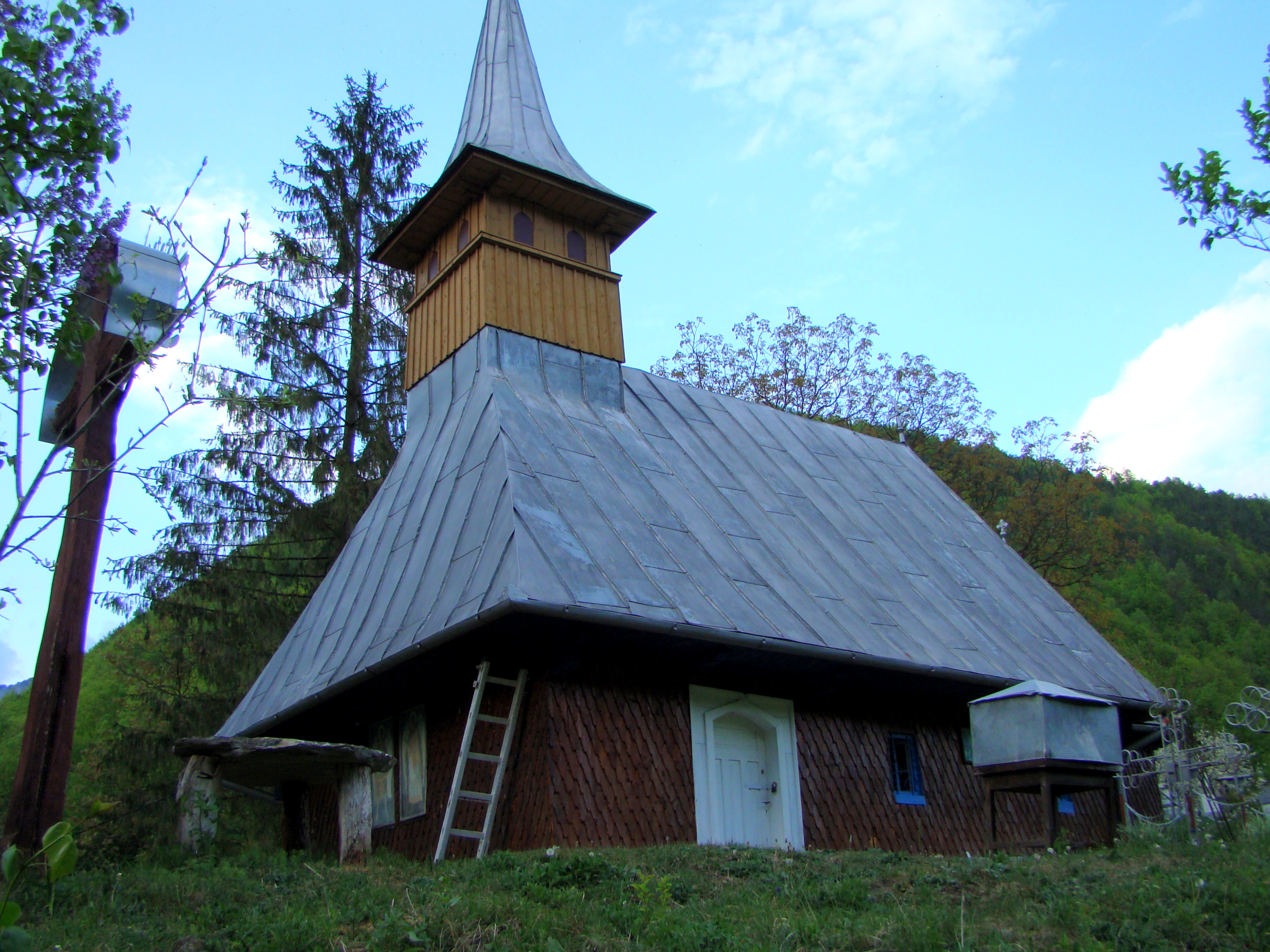
Biserica de lemn din Poșaga de Sus